# 豆蔻
豆蔻（英語：cardamom）指多種薑科植物的果實，是一種常見的香辛料和藥材。

## 來源植物
- 白豆蔻，砂仁屬植物，漢文古籍中的豆蔻多指此種。
- 爪哇白豆蔻，砂仁屬植物。
- 褐苞白豆蔻 ，砂仁屬植物。
- 小豆蔻，小豆蔻屬植物，印度及西方最常用的一種豆蔻，也叫綠豆蔻。
- 香豆蔻，豆蔻屬植物，也叫黑豆蔻。
- 紅豆蔻，山薑屬植物大高良薑成熟果實。
- 草豆蔻，山薑屬植物，易與草果搞混，因草豆蔻亦被俗稱「草果」。
- 雲南草蔻，山薑屬植物。

其他名称包括“豆蔻”的植物也包括
- 肉豆蔻，肉豆蔻属植物。其种子和种皮可作香料。